# Воден свят
„Воден свят“ (на английски: Waterworld) е американски фантастичен екшън от 1995 г., режисиран от Кевин Рейнолдс и с участието на Кевин Костнър и Денис Хопър.
Филма е известен повече със спекулациите върху себе си,[ неясно? ] отколкото със стойността си в киното.
Излъчван е по БНТ на 24 ноември 2001 г. от 23,00 ч.

## Сюжет
Внимание:  Текстът по-долу разкрива сюжета на произведението (или части от него)!
Филма са развива в бъдещето, където целия свят представлява една водна пустош, поради разтопяването на полюсите. Хората са се разделили на три групи: екообщества, живеещи в добре охранявани атоли, пирати монополизирали малкото запаси от гориво и самотни моряци, плаващи в търсене на търговия.

## Награди
- Номинация за „Оскар“ '95 за звук
- Номинация от Британската академия за специални ефекти